# Gunter Damisch
Pour les articles homonymes, voir Damisch.
Gunter Damisch (né le 20 mai 1958 à Steyr, mort le 30 avril 2016 à Vienne) est un peintre autrichien.

## Biographie
Damisch fait d'abord quelques semestres des études de médecine, de germanistique et d'histoire. Après avoir été à l'Académie internationale d'été des beaux-arts de Salzbourg auprès de Claus Pack, il va de 1978 à 1983 à l'académie des beaux-arts de Vienne auprès de Maximilian Melcher et Arnulf Rainer. En 1992, il devient professeur invité à l'académie de Vienne, puis titulaire en 1998.
Dans les années 1980, il est membre du groupe punk Molto Brutto, où il joue de la basse et de l'orgue.